# Thebe (Egypte)
Thebe (Oudgrieks: Θῆβαι, Thèbai; Oudegyptisch: Waset, tegenwoordig bekend als Luxor), gelegen aan de Nijl in zuidelijk Egypte, was in de oudheid lange tijd de belangrijkste stad van Opper-Egypte. De stad was gedurende enkele perioden de hoofdstad van het gehele land en bloeide cultureel vooral tijdens de 12e en 18e dynastie. In de omgeving van de stad bevinden zich enkele tientallen tempels en ontelbare graven van werklieden, ambtenaren, priesters, adel en koningen die getuigen van haar bloei. Thebe bleef ook na de 18e dynastie nog lange tijd belangrijk en was ook bij de Grieken gekend omwille van zijn weelde. Zo noemde Homeros het het Thebe met de honderd poorten, om het te onderscheiden van de stad in Griekenland met dezelfde naam (Thebe met de zeven poorten).

## Geschiedenis van de stad
Thebe was lang een onbeduidend stadje. Pas tijdens de elfde dynastie werd ze belangrijk, aangezien de lokale heersers van Thebe er toen in slaagden het land na een roerige periode weer onder één troon te verenigen, en ze de hoofdstad werd van een herenigd Egypte. Tijdens de volgende dynastie werd ze echter weer vervangen door een nieuwe stad, 'Itj-Tawy' ('wat beide landen bindt') in het noorden, op de traditionele grens tussen Opper- en Neder-Egypte.
Tijdens de 17e dynastie werd de stad opnieuw belangrijk. Onder de opvolgende 18e dynastie, met hetzelfde vorstenhuis als de 17e dynastie opnieuw aan de macht, werd de stad andermaal hoofdstad van het verenigde - en van de vreemde Hyksos bevrijde - Egypte. Dit markeert meteen het begin van het Nieuwe Rijk in de Egyptische geschiedenis. Gedurende ruim twee eeuwen vanaf 1550 v.Chr. was Thebe de machtigste stad ter wereld. Aan het einde van de 18e dynastie werd Thebe kortstondig als hoofdstad vervangen door Achetaton (oftewel 'de horizon van 'Aton' (de zonneschijf)'), door farao Achnaton, die een vorm van monotheïsme invoerde.
Farao Toetanchamon verhuisde de administratie wederom naar Thebe en voerde de terugkeer naar de traditionele religie van Egypte door en herstelde de verering van alle oude goden. Kort na Toetanchamon kwam de 19e dynastie aan de macht en tijdens de regering van farao Ramses II werd de hoofdstad weer naar het noorden verlegd, naar Pi-Ramesse in de Nijldelta.
Thebe bleef echter tot laat in de oudheid een belangrijke stad, voornamelijk vanwege de aanwezigheid van het heiligdom van de Egyptische oppergod Amon-Ra te Karnak (Oud-Egyptisch 'Ipet-Isoet', 'meest heilige plaats'). De hogepriesters van Amon zouden vanaf Ramses III zeer veel autonomie krijgen en tijdens de 21e dynastie riepen dezen zich zelfs uit tot farao. Pas in de Late Periode zou de macht van Thebe sterk afnemen, ten voordele van Memphis, Saïs en uiteindelijk, onder de Ptolemaeën, Alexandrië.
In 661 v.Chr. werd de stad zwaar beschadigd door de Assyriërs toen dezen het opstandige Thebe binnenvielen. In 207/206 v.Chr. en 187/186 v.Chr. volgde een verdere verwoesting van de stad toen het Egyptisch 'nationalisme' toenam onder de Ptolemaeërs. Vanaf de napoleontische expeditie in 1799 werd de stad opnieuw bewonderd en sindsdien worden er bijna onafgebroken archeologische opgravingen verricht.

## Naamgeving
Tegenwoordig is Thebe bekend onder de naam Luxor (in het Arabisch Al-Uqsur; (stad van) de kastelen/forten), die het kreeg toen het door de Arabieren werd veroverd. Deze naam slaat op de aanwezigheid van een Romeins fort, of 'castrum' op het terrein van de tempel van Luxor.
De bekende, klassieke naam 'Thebe' werd door de Grieken aan de stad gegeven. De oorspronkelijke, Egyptische naam van Luxor/Thebe was Waset, wat vrij vertaald 'de voorname' betekent en ook wel als 'de stad van de scepter' wordt vertaald. Dit laatste omdat de hiëroglief voor 'Waset' (waarmee de plaatsnaam dus geschreven werd) een aangepaste 'Was'-scepter is; een Oud-Egyptisch symbool voor macht, succes en waardigheid. Op afbeeldingen in tempels en graven ziet men de Egyptische goden vaak een dergelijke Was-scepter in de hand houden. Waset was tevens de naam van de gehele provincie waarin de stad lag, de vierde nome van boven-Egypte, waarvan de officiële hoofdstad overigens niet Thebe/Waset was maar de stad Per-Montoe (het huidige Armant).
Andere Egyptische namen voor Thebe waren 'Nioet', wat simpelweg 'de stad' betekent en 'Ioenoe Sjemaa', de 'zuidelijke zonnestad' (dit in tegenstelling tot de in het noorden gelegen belangrijkste cultusplaats van de zonnegod Ra, Ioenoe - door de Grieken Heliopolis genoemd - waarvan de restanten zich onder een noordoostelijke buitenwijk van Caïro bevinden).

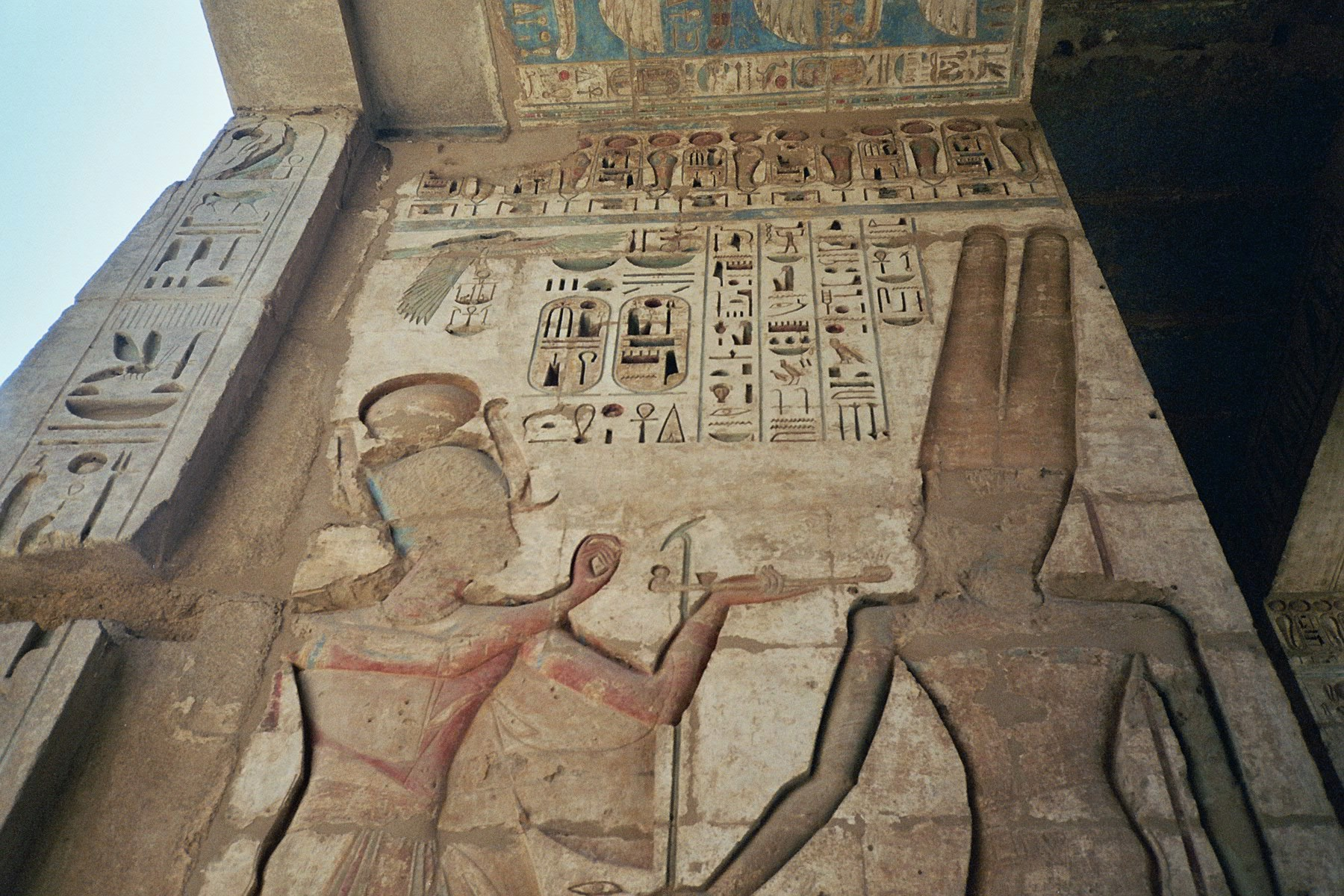
Medinet Haboe Muurreliëf

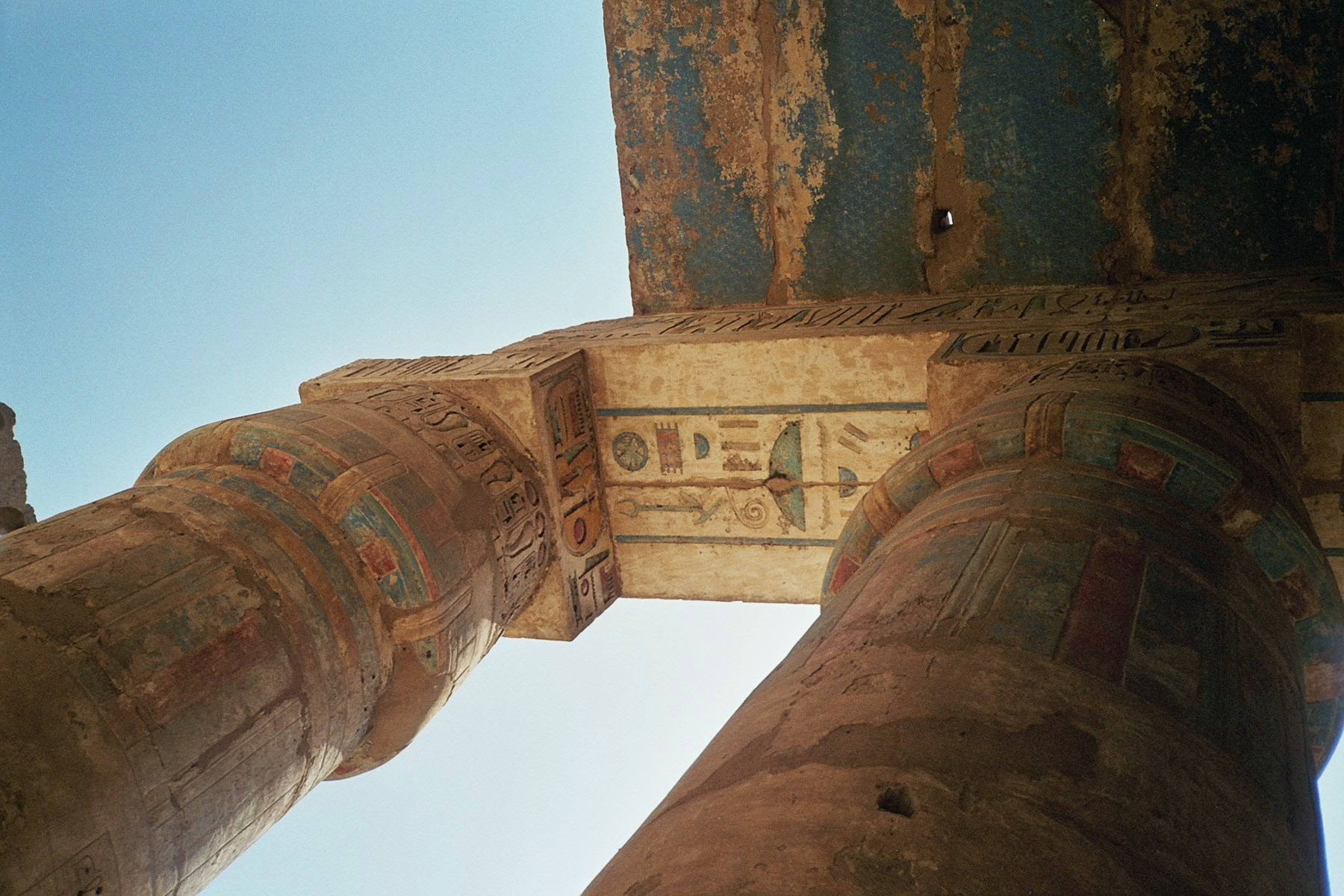
Tempel van Ramses III, Medinet Haboe

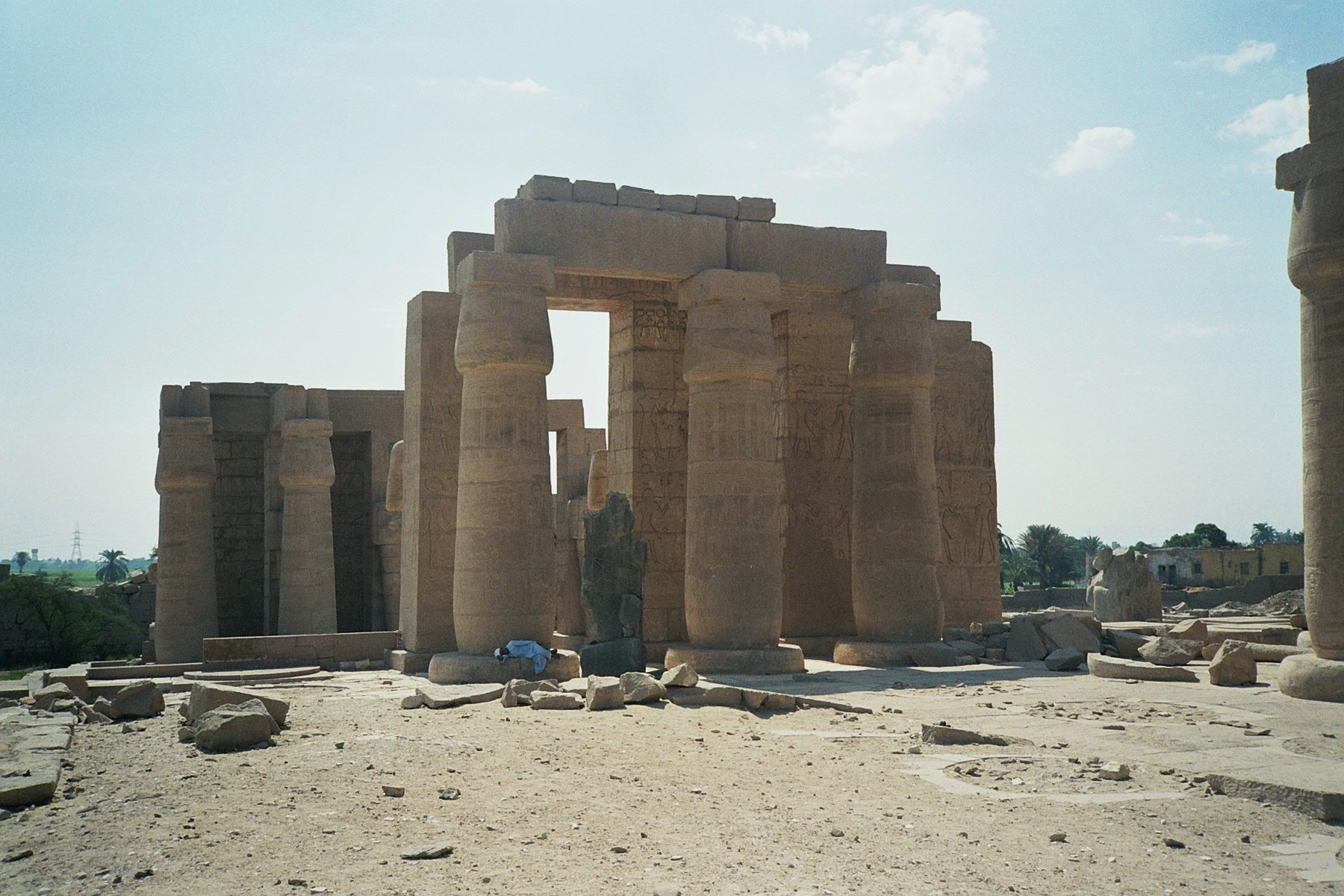
Ramesseum

## Oostelijke oever
- Luxor
  - Luxortempel (Vroeger: "Ipet-Resyt") De zuidelijke tempel (Opet) ter ere van de god Amon (Amenemope).
- Karnak. Deze tempel ligt 2,5 km ten noorden van de Luxortempel en ze waren vroeger via een dromos met elkaar verbonden.
  - Tempel van Aton
  - Tempel van Amon
  - Tempel van Opet
  - Tempel van Chonsoe
  - Tempel van Mentoe
  - Tempel van Moet

## Westelijke oever
- Dodentempel van Amenhotep III
  - Kolossen van Memnon. Twee enorme beelden van Amenhotep III.
- Ramesseum. Tempel van Ramses II.
- Medinet Haboe
  - Tempel van Amon.
  - Tempel van Ramses III
  - Dodentempel van Ay en Horemheb
- Deir el-Bahri
  - Dodentempel van Hatsjepsoet
  - Dodentempel van Mentoehotep II
  - Dodentempel van Thoetmosis III
- Vallei der Koningen. De "begraafplaats" van farao's uit het Nieuwe Rijk. Er zijn 63 graftombes geïdentificeerd.
- Vallei der Koninginnen. In deze vallei liggen de graven van koninginnen, kinderen en edelen
- Graven der Edelen
- Deir el-Medina Opgraving van een nederzetting van kunstenaars en arbeiders die aan de tombes in de Vallei der Koningen gewerkt hebben.
  - Tempel van Hathor
  - Arbeidersdorp
  - graven
  - Tempel van Meretseger en Ptah
- Qurna
  - Tempel van Seti I
  - Dodentempel van Merenptah
- Qasr el-'Aguz
  - Tempel van Thoth
- el-Malqata
  - Paleis van Amenhotep III
  - Tempel van Isis
- Dodentempel van Ramses IV
- Dodentempel van Thoetmosis IV